# Edvin Marton
Edvin Marton (Csűri Lajos, Nagyszőlős, 1974. február 17. –) Sport Emmy-díjas magyar hegedűművész és zeneszerző. Népszerűségét a crossover (modern klasszikus) stílusban előadott szerzemények, a 2006-os téli olimpiai játékok műkorcsolya bajnokságon két olimpiai bajnoki címet elért produkcióhoz írt zenéi és a gáláján való élő szereplése hozták meg.

## Élete
Apai nagyanyja, Marton Ilona – aki meghalt, amikor ő 6 éves volt – családi nevét vette fel 2003-ban. Édesanyja és édesapja is viski. Szülei zeneiskolai tanárok voltak. Édesapja, Csűry Lajos magyar, édesanyja ukrán származású. Húga Andrea, zongoraművész. Szüleivel azért költöztek Budapestre, hogy 17 évesen a Zeneakadémián tanulhasson tovább. Családja később Vácot választotta lakóhelyéül.
Tiszaújlakon járt általános iskolába. Először ötévesen vett a kezébe hegedűt, de a vonót már háromévesen tarthatta. Hétévesen már Mozart hegedűversenyeit játszotta. Első koncertjén – 1986 novemberében – tizenkét évesen a Moszkvai Szimfonikusokkal játszott. 1983–1990 között a Csajkovszkij Állami Konzervatóriumban (Moszkva) tanult, majd 1990-től – miközben ösztöndíjjal 1994-ben Juilliard School of Music (New York), 1995-ben pedig a bécsi zeneakadémián tanult egy-egy évet – a Liszt Ferenc Zeneművészeti Főiskola különleges tehetségek tagozatára járt, ahol 1997-ben végzett hegedűművész szakon. A Berlini Filharmonikusoknál debütált, de már a kilencvenes évek második felében fellépett a washingtoni Kennedy Centerben is, 1995-ben pedig a Carnegie Hallban koncertezett. 1996-ban a Magyar Rádió és Televízió Szimfonikus zenekarának szólistája volt. Első lemeze 1996-ban jelent meg a Hungarotonnál. Első ölálló, nemzetközi elismerését 1997-ben kapta. Számos kétely övezte azt a hegedűt, amellyel – több hangszere közül – bizonyos alkalmakkor azóta játszik. Saját elmondása szerint egy svájci banknak köszönhetően élete végéig szóló használatra kapott Stradivari-hegedűt, melyet minden alkalommal testőrök vigyáznak és csak nagyszabású produkcióra kapja meg, mert a szállítása nagyon költséges. 2014-ben a Violin Assets GmbH német bázisú cég 10 évi használatra – körülbelül 200 hegedűs és zenekar közül kiválasztva – neki adományozta az “ex-Leopold Auer” megnevezésű Stradivariust.
A nyolcvanas években még L. Edvin Csűry néven, elsősorban komolyzenei művekben működött közre és jelent meg lemezeken, majd a kilencvenes években, németországi fellépései során kezdte el használni az Edvin Marton nevet.
New Yorkban ismerkedett meg a crossover stílussal és ezután váltott a klasszikusból ebbe az irányba. Az első show-jellegű bemutatóját – amelyben a klasszikus zene és a „virtuóz hegedűiskola” hagyományait modern, könnyűzenei hangzással ötvözte – akkori svájci menedzsere, Andreas Camenzind segítségével hozta létre Magic Stradivarius címmel. 2000 telén már ezzel a repertoárral aratott sikert Európa-szerte. Ekkor alapította meg a 'Pearls of Classics' kamarazenekart, melynek húsz hölgy tagja volt, majd 2004-ben a Monte Carlo Orchestra nevű, öt lányból álló zenekart, akikkel 2006-tól a Budapest Balettel közös Stradivarius Koncert Showval járta a világot, mellyel az azonos című lemezét népszerűsítették. A multinacionális BMG hanglemezkiadó 2001-ben szerződtette, mely együttműködésből született meg a Strings 'n' Beats című albuma.
Elsősorban – a 2006-os torinói olimpiai játékokon – Jevgenyij Pljusenko révén vált ismertté, pedig a Művészet a Jégen (Art on Ice) című zeneművet még 25 éves korában szerezte a Zürichben működő világhírű jégrevü nyitózenéjeként – Pljuscsenkóval itt találkozott. A 2006-os siker után a világbajnok korcsolyázóval közösen hozták létre a Királyok a Jégen (Kings on Ice) showt, amit számos helyen előadtak. Többek között Pavuk Viktória, Stéphane Lambiel és a Totymjanyina–Marinyin páros, de Sebestyén Júlia is korcsolyázott már a zenéjére, ezért a „korcsolyázók hegedűseként” is emlegetik. 2008-ban hegedűkíséretével részese volt az 53. Eurovíziós Dalfesztivál győztesének, az orosz Dima Bilan Believe Me című dalának is, miközben mellettük Jevgenyij Pljuscsenko korcsolyázott.
2005 októbere óta tagja a Tehetséges Magyarország Alapítvány testületének, az úgynevezett Tehetség Tanácsnak.
2009-ben újjászervezte a Bécsi Strauss Zenekart (Vienna Strauss Orchestra), aminek 2015-ben, Amerikából hazatérve a zenei vezetőjének kérték fel. 2013-ban egy kétéves zenei szerződés miatt költözött Miamiba családjával.
Világszerte turnézik és többek között olyan előadókkal lépett már színpadra, mint Seal, Zucchero, vagy a Supertramp és Gloria Gaynor.
2008-ban jelent meg az "A hegedű hercege, Edvin Marton titkos élete.” című életrajzi könyv – Victoria Rose tolmácsolásában –, melyet angol, magyar, román és orosz nyelven is kiadtak.
Felesége a 2005-ben a Miss Balaton cím elnyerésével ismertté vált Gombosi Adrienn, akivel 2009-ben házasodtak össze. Az azóta már privát séf, ételstylist és receptíró Marton Adriennel két gyermekük van, Maxim (2009) és Noel (2011).
Öt nyelven beszél: magyarul, ukránul, oroszul, angolul és németül.

## Eredményei
- Soros Alapítvány - Special studies grant (a Julliard Schoolra felvételt nyertként, 1994)[51]
- Centre d'Arts Orford nemzetközi hegedűverseny - első díj (megosztva Alekszandr Trosztyanszkijjal; Orford - Kanada, 1996)[52][* 6]
- Centre d'Arts Orford nemzetközi hegedűverseny - első díj (Orford - Kanada, 1997)[55][56]
- Foyer des Artistes nemzetközi verseny - Golden Violin (Róma, 1997)[4][19][7]
- Bartók Béla-emlékdíj (a Herendi Porcelánmanufaktúra döntése értelmében sokrétű tevékenységéért, 2006)[16]

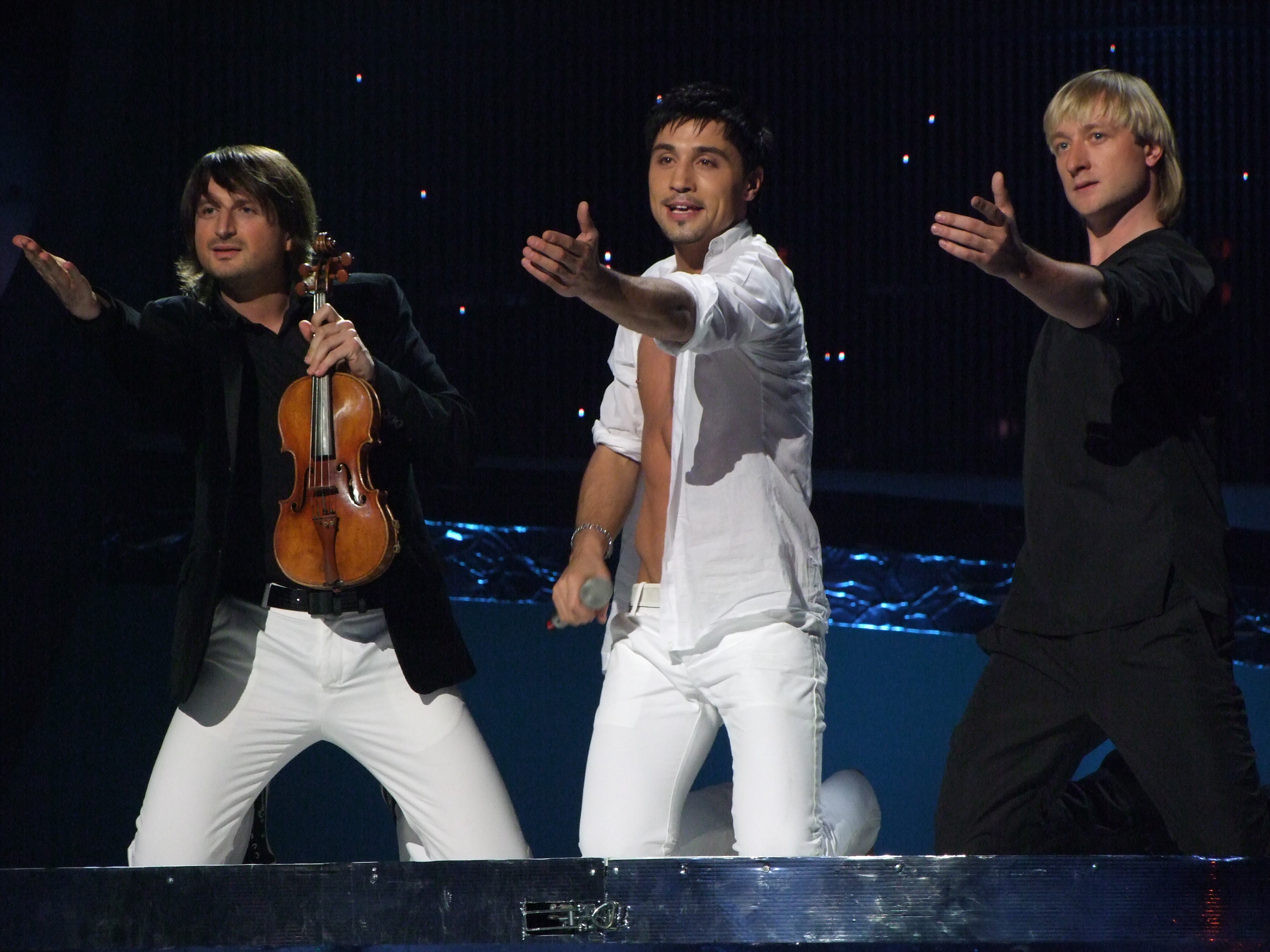
Edvin Marton, Dima Bilan, Jevgenyij Pljusenko Belgrádban

- Sport Emmy-díj zeneszerzői kategória (a 2005-ös Műkorcsolya Világbajnokságra komponált muzsikáért az azt közvetítő ESPN amerikai tévétársaság sportcsatornájának jelöltjeként, 27. díjátadó ünnepség New York, 2006)[57][58]
- A 2008-as Eurovíziós Dalfesztiválon részt vett az orosz énekes, Dima Bilan győztes produkciójában[4]
- 26. Milánói Nemzetközi FICTS Filmfesztivál - Guirlande d’Honneur (Jevgenyij Pljuscsenkoval, 2008)[59]
- ZD ("Звуковая Дорожка") díj (Jevgenyij Pljuscsenkoval, a Believe című videóklipben való közreműködésért Dima Bilan partnereiként, 2008)[60]

## Megjelent CD-k
L. Edvin Csűryként:
- 1996 – Sarasate (Simon Béla zongoraművésszel, Hungaroton Classical Diamonds)[61]
- 1997 – Sándor Szokolay (Szokolay Sándor hanglemezén, Hungaroton Classic)[61]
- 1998 – Konyus, Davidov, Glazunov (az Orford Arts Centre nemzetközi verseny győzteseinek felvétele, Chandos Records)[19]

Mint Edvin Marton, szerzőként is:
- 2001 – Strings'n'beats (BMG Ariola Classics)[62]
- 2004 – Virtuoso (Magic Stadivarius)[62]
- 2006 – Stradivarius (Bross Music, közreműödött a Monte Carlo Orchestra)[17]
- 2010 − Hollywood (United Artists Records)[63]

## Film, videó
- 2005 – Live on ice (DVD-felvétel / Evgeny Plushenko, Edvin Marton, Magic Stradivarius Records)[62]
- 2005 – Marton Edvin koncert (a Thália Színházban)[21]
- 2008 – Dima Bilan: Believe[64] (videóklip)
- 2010 – Panelák (tévésorozat, epizód címe: Handra)
- 2015 – Winter on Fire (magyarul: Tűz tele;[65] közreműködő - szólóhegedűs; dokumentumfilm)